# Peetu Piiroinen
Peetu Ilari Piiroinen (Hyvinkää, 15 de fevereiro de 1988) é um snowboarder finlandês. Em 2010 ganhou a medalha de prata nos Jogos Olímpicos de Inverno na modalidade halfpipe. E em 2012 ganhou sua primeira medalha nos Winter X Games, sendo a de bronze no slopestyle.